# الصرب في إيطاليا
الصرب في إيطاليا (بالصربية: Срби у Италији)‏; (بالإيطالية: Serbi in Italia)‏ أو الصرب الإيطاليين (بالصربية: Италијански Срби)‏ ويبلغ تعدادهم ما يقارب 46,958 في إيطاليا.

## التاريخ
في 1497 كتب القاضي الإيطالي في المحكمة روجيري دي باشينزا حول مجموعة من اللاجئين الصرب الذين غادروا Despotate من ورا برانكوفيتش إلى تسوية في قرية جويا ديل كولي قرب باري ، إيطاليا. يصف كيف غنوا ورقصوا رقصة الكولو (الرقص) تكريما لملكة نابولي، إيزابيلا ديل بالزو. أسماء المطربين الذين كتبهم باتشينزا هي أسماء صربية شائعة.
في عام 1782 افتتحت أول مدرسة صربية في تريست، وفي القرن التاسع عشر بنيت «كنيسة القديس سبيريدون» الصربية الأرثوذكسية.